# Kanton Lezay
Kanton Lezay is een voormalig kanton van het Franse departement Deux-Sèvres. Kanton Lezay maakte deel uit van het arrondissement Niort en telde 5724 inwoners (1999). Het werd opgeheven bij decreet van 18 februari 2014 met uitwerking op 22 maart 2015.

## Gemeenten
Het kanton Lezay omvatte de volgende gemeenten:
- Chenay
- Chey
- Lezay (hoofdplaats)
- Messé
- Rom
- Saint-Coutant
- Sainte-Soline
- Sepvret
- Vançais
- Vanzay